# Reeuwijk-Brug
Reeuwijk-Brug est un village de la commune néerlandaise de Bodegraven-Reeuwijk, dans la province de la Hollande-Méridionale. Le 1er janvier 2007, le village comptait 7 665 habitants.
À Reeuwijk-Brug se trouvait la mairie de la commune de Reeuwijk.